# Fantasía o realidad
Fantasía o realidad è il secondo album di Álex Ubago, pubblicato in Spagna il 24 novembre 2003 dalla Warner Music.
La versione internazionale del disco omette nella lista delle tracce le canzoni Lo mas grande e No soy yo.

## Tracce
CD (EastWest 5046706922 (Warner)
1. Aunque no te pueda ver - 4:26
2. Fantasía o realidad - 4:39
3. Dame tu aire - 4:02
4. Prefiero - 4:35
5. Cuanto antes - 3:49
6. Otro día más - 4:24
7. Allí estaré - 3:48
8. Despertar - 5:38
9. Lo más grande - 4:14
10. Por tantas cosas - 4:19
11. Salida - 4:51
12. No soy yo - 3:49

## Classifiche
| Classifica (2003) | Posizione raggiunta |
| ----------------- | ------------------- |
| Spagna            | 24                  |